# Pieza kake
Pieza kake (лат.) — вид короткоусых двукрылых насекомых рода Pieza из семейства Mythicomyiidae.

## Распространение
Бразилия (Белу-Оризонти).

## Описание
Мелкие мухи с длиной около 1 мм. Голова, грудь и брюшко коричневого цвета (грудь с желтоватыми отметинами, брюшко снизу латерально желтоватое).  
Первая субмаргинальная ячейка крыла закрытая и треугольная, усиковый стилус, размещён субапикально на втором флагелломере. Мезонотум сплющен дорзально. Глаза  дихоптические. Вид был впервые описан в 2002 году американским диптерологом Нилом Эвенхусом (Center for Research in Entomology, Bishop Museum, Гонолулу, Гавайи, США) по голотипу из Бразилии. Видовое название дано по гавайскому слову «kake» = «Jack» в честь Джека Холла (Jack Hall), помогавшего в работе.